# Hästenäs
Hästenäs este o arie protejată (arie specială de conservare — SAC, sit de importanță comunitară — SCI, arie de protecție specială avifaunistică — SPA) din Suedia întinsă pe o suprafață de 697,01 ha, integral pe uscat.

## Localizare
Centrul sitului Hästenäs este situat la coordonatele 58°16′30″N 16°15′24″E / 58.275105°N 16.25657°E.

## Înființare
Situl Hästenäs a fost declarat sit de importanță comunitară în aprilie 2004 pentru a proteja 1 specie de plante și 5 specii de animale. Alte tipuri de protecție:
- arie de protecție specială avifaunistică (în aprilie 2004)[2]
- arie specială de conservare (în martie 2011)[1][3][4]

## Biodiversitate
Situată în ecoregiunea boreală, aria protejată conține 6 habitate naturale: Mlaștini turboase de tranziție și turbării mișcătoare, Păduri fino-scandinave bogate în ierburi cu Picea abies, Pășuni din zone de pădure fino-scandinave, Taiga vestică, Lacuri și iazuri distrofice naturale, Mlaștini împădurite.
La baza desemnării sitului se află mai multe specii protejate:
- plante (1): Buxbaumia viridis
- păsări (4): cocoșul de mesteacăn (Bonasa bonasia), ciocănitoare neagră (Dryocopus martius), cocoșul de mesteacăn (Tetrao tetrix tetrix),  cocoș de munte (Tetrao urogallus)
- nevertebrate (1): Osmoderma eremita